# Parafia Chrystusa Króla w Kołczygłowach
Parafia Chrystusa Króla w Kołczygłowach – rzymskokatolicka parafia w Kołczygłowach. Należy do dekanatu bytowskiego Diecezji pelplińskiej. Erygowana w 1951 roku.